# Spinathele holsti
Espèce
Synonymes
- Macrothele holsti Pocock, 1901

Spinathele holsti est une espèce d'araignées mygalomorphes de la famille des Macrothelidae.

## Distribution
Cette espèce est endémique de Taïwan.

## Description
Le mâle holotype mesure 14 mm.
La carapace de la femelle décrite par Shimojana et Haupt en 1998 mesure 5,8 mm de long sur 4,7 mm et l'abdomen 8,3 mm de long.

## Systématique et taxinomie
Cette espèce a été décrite sous le protonyme Macrothele holsti par Pocock en 1901. Elle est placée dans le genre Vacrothele par Shao, Zhou et Lin en 2025.

## Étymologie
Cette espèce est nommée en l'honneur de P. Aug. Holst.

## Publication originale
- Pocock, 1901 : « On some new trap-door spiders from China. » Proceedings of the Zoological Society of London, vol. 1901, no 1, p. 207-215 (texte intégral).